# Liveingite
La liveingite, in passato chiamata anche rathite-II (simbolo IMA: Liv), è un minerale del gruppo della sartorite appartenente alla famiglia dei "solfuri e solfosali" con composizione chimica Pb20As24S56.

## Etimologia e storia
La liveingite è stata chiamata in questo modo da R.H. Solly e H. Jackson nel 1901 in onore di George Downing Liveing (1827 - 1924), professore di chimica dell'Università di Cambridge (Inghilterra).
La liveingite è correlata all'interliveingite (dove due atomi di piombo vengono sostituiti da un atomo di argento e da un atomo di arsenico) ed è anche strettamente correlata all'argentoliveingite, una liveingite ricca di argento.

## Classificazione
Nella classica nona edizione della sistematica dei minerali di Strunz la liveingite è elencata nella classe "2. Solfuri e solfosali" e nella sottoclasse "2.H Solfosali di archetipo SnS"; questa viene suddivisa in base all'eventuale presenza di certi metalli nel composto, in modo che il minerale possa essere trovato nella sezione "2.HC Con solo Pb", dove è l'unico membro del sistema nº 2.HC.05.c.
Ciò viene mantenuto anche nell'edizione successiva, proseguita dal database "mindat.org" e chiamata Classificazione Strunz-mindat, dove il minerale però è in compagnia dell'argentoliveingite.
Anche nella Sistematica dei lapis (Lapis-Systematik) di Stefan Weiß, la liveingite è elencata nella sezione dei "solfuri e solfosali (solfuri, seleniuri, tellururi; arseniuri, antimoniuri, bismuturi)" e nella sottosezione dei "solfosali (S : As,Sb,Bi = x)"; qui può essere trovata nella sezione dei "solfosali di piombo con As/Sb (x= 2,3 - 1,8)" dove forma il sistema nº II/E.25 insieme ad argentoliveingite, barikaite, carducciite, decatriasartorite, endecasartorite, enneasartorite, eptasartorite, guettardite, hyršlite, incomsartorite, marumoite, polloneite, rathite, sartorite, e twinnite.
Nell'ottava edizione della classificazione dei minerali secondo Dana, usata principalmente nel mondo anglosassone, la liveingite si trova nella classe dei "solfosali" e nella sottoclasse dei "solfosali con rapporto 2,0 < z/y < 2,49 e composizione (A>+)i(A2+)j[ByCz], A = metalli, B = semimetalli, C = non metalli"; qui si trova nel sistema 03.06.17 come unico membro.

## Abito cristallino
La liveingite cristallizza nel sistema monoclino nel gruppo spaziale P21 (gruppo nº 4) con i parametri reticolari a = 7,94 Å, b = 70,84 Å, c = 8,33 Å e β = 90,13°, oltre ad avere 4 unità di formula per cella unitaria.

## Origine e giacitura
La liveingite ha origini idrotermali e di solito è in paragenesi con pirite e sfalerite.
È un minerale molto raro ed è stato trovato solo in pochi siti, che sono: la sua località tipo, la cava di "Lengenbach" nella valle di Binn (Canton Vallese, Svizzera); a Péone (nella Provenza-Alpi-Costa Azzurra, in Francia); a Certeju de Sus in Romania; a Crémenes (in Castiglia e León, Spagna); nella provincia di Parinacota in Cile.

## Forma in cui si presenta in natura
La liveingite si presenta come cristalli, allungati e striati lungo [001] di dimensioni fino a 5 cm. La lucentezza del minerale è metallica e ha colore grigio piombo, mentre quello del suo striscio è marrone scuro.